# Demain c'est dimanche
Demain c'est dimanche est une émission de variétés française diffusée le samedi soir à 20h30 de septembre à décembre 1985 sur Antenne 2 et diffusé sur Melody. 
Produite par Gérard Louvin et présentée par Les Charlots et Désirée Nosbusch, elle remplace Champs-Élysées dont l'animateur, Michel Drucker, avait décidé de prendre une année sabbatique. Chantal Ladesou joue également différents rôles humoristiques.
L'émission ne comporte que 9 numéros mais elle permet aux Charlots, qui ne sont plus que 3 depuis la rupture avec leur producteur Christian Fechner (ayant entraînée le départ de son frère, Jean-Guy, membre du groupe depuis l'origine), de retrouver un large public après l'échec commercial de leurs derniers films.
L'émission s'arrête faute d'audience. La dernière émission sera une spéciale Succès Made in France, revenant sur les tubes de l'année écoulée, diffusée le samedi 4 janvier 1986. 
Dans cette dernière émission, on retrouve Daniel Balavoine. Ce dernier décédera 10 jours plus tard aux côtés de Thierry Sabine dans l'accident terrible en hélicoptère lors du Paris Dakar.
Michel Drucker, qui avait décidé de prendre une année sabbatique, est rappelé en force par son frère Jean Drucker, alors PDG de Antenne 2 et reprend les commandes de son émission Champs Elysées dès le samedi 18 janvier 1986.

## Invités
Beaucoup de vedettes des années 1980 sont passées dans cette émission : parmi elles, Johnny Hallyday, Dalida, Michel Berger, Michel Sardou, Coluche, Jean-Jacques Goldman, Daniel Balavoine,Pierre Bachelet, Christophe, Mireille Mathieu, Annie Cordy, Carlos, Henri Salvador ou Frédéric François, C Jérôme , Patrick Bruel ou encore Julien Clerc.